# バイカル自然保護区

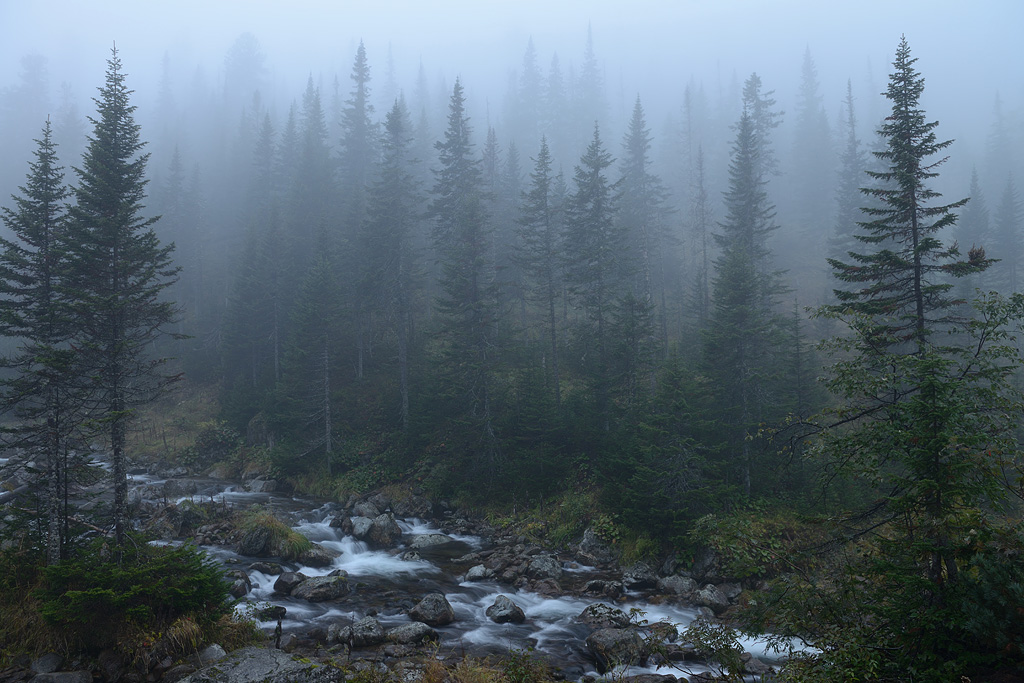
バイカル自然保護区で

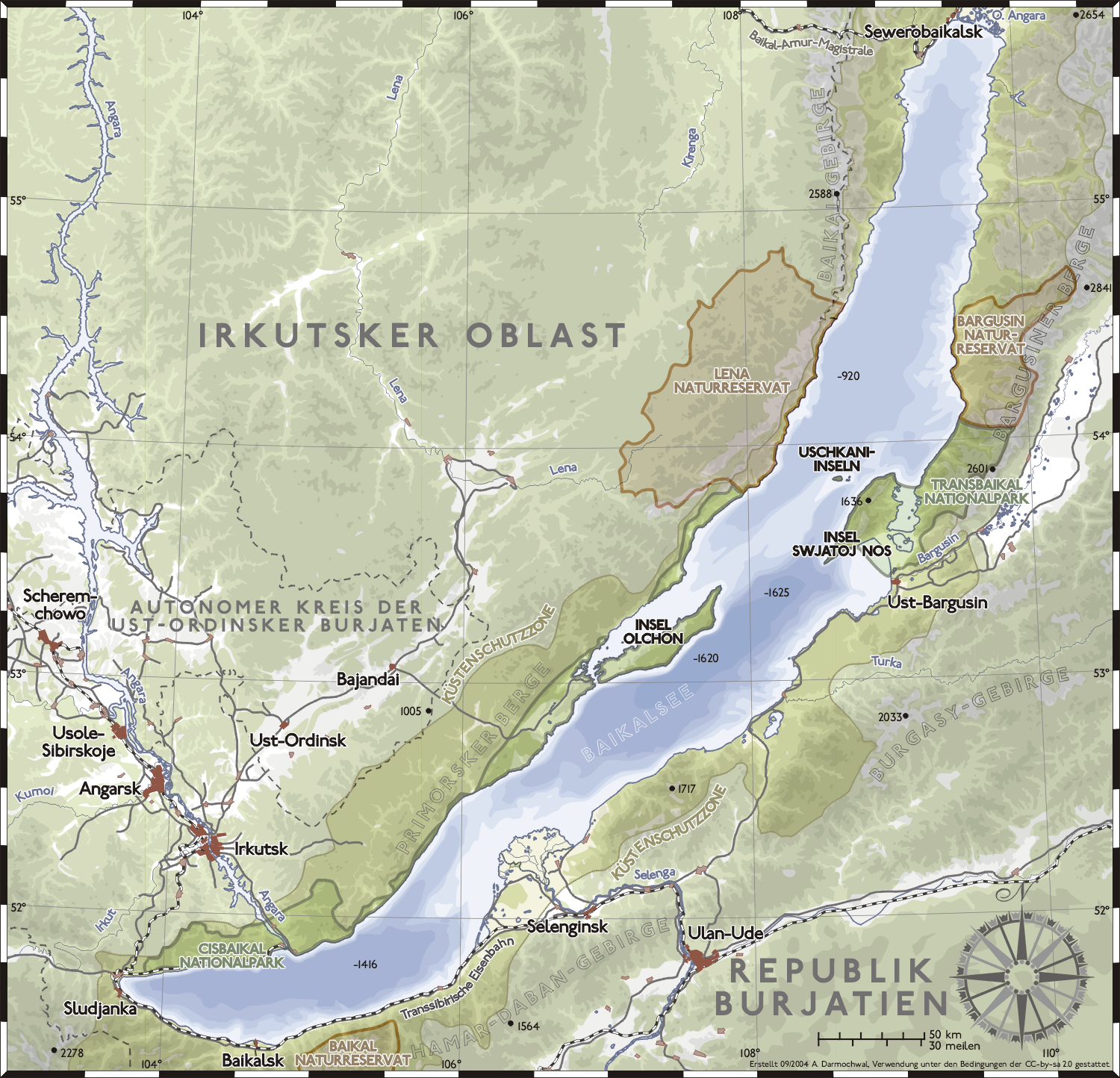
このドイツ語地図で、バイカル自然保護区は一番下のバイカリスクの直ぐ右（東）にBAIKAL NATURRESERVATとして示されている。

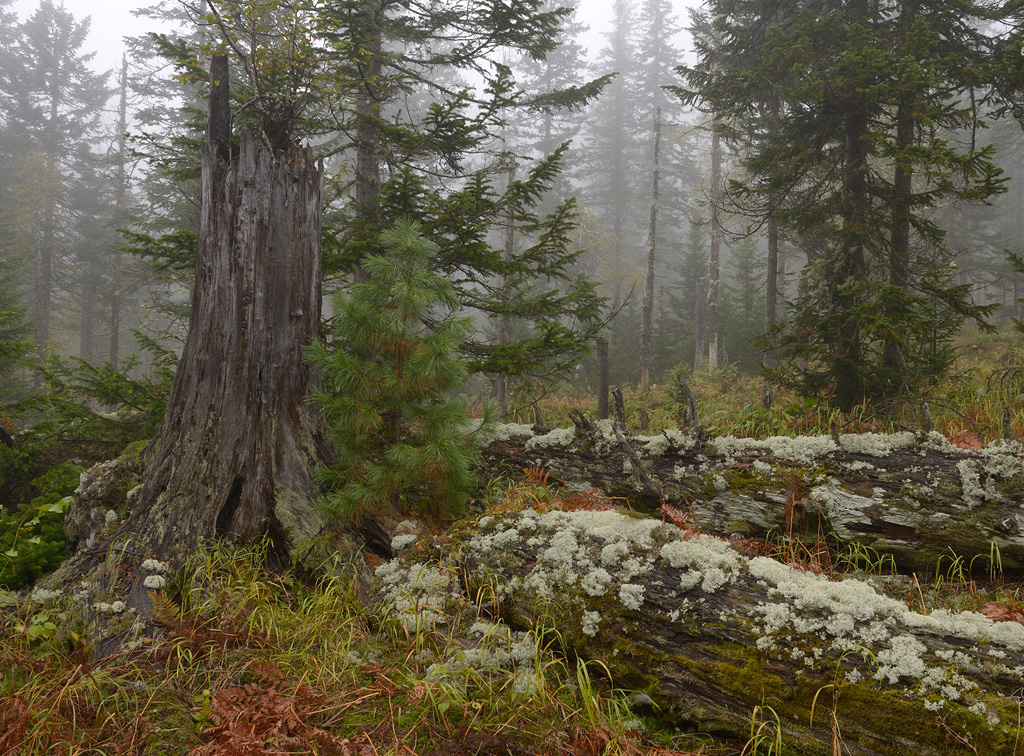
バイカル自然保護区で

バイカル自然保護区（バイカルしぜんほごく、英語: Байка́льский запове́дник）はロシア連邦の国立自然保護区。
1969年9月26日創立。バイカル湖南部の東岸、ブリヤート共和国内に位置する。大部分がハマル＝ダバン山脈に重なる。面積は165,724ha。周囲は幅0.5～4kmの緩衝地帯に囲まれる。
最高地点は標高2316mのソホル山（г. Сохор）の頂上。

## 動植物
保護区はユネスコの生物圏保護区に指定されており、域内の約70%を占める森林には787種の植物があり、希少種、固有種、残存種の植物は約40種。植生は海抜により大きく異なり、低地にミズゴケ属の湿原、ポプラの森林とケショウヤナギが、谷にはエゾノウワミズザクラ、セイヨウナナカマド、ヨーロッパハンノキが生える。山の北斜面にはチョウセンゴヨウ、トウヒ属、ベニマツ、シベリアモミのタイガ、南斜面にはシベリアカラマツとマツの森林、麓にはステップがある。さらに高度が高まるとハイマツ林とサカイツツジ（Rhododendron parvifolium）のツンドラ低木林があり、高山草原にはハイマツ、ポロナイカンバ（Betula middendorffii）が生える。哺乳類37種、鳥類260種や爬虫類および両生類6種、魚類12種が生息している。